# Maluagryllus
Maluagryllus is een geslacht van rechtvleugeligen uit de familie krekels (Gryllidae). De wetenschappelijke naam van dit geslacht is voor het eerst geldig gepubliceerd in 1994 door Otte.

## Soorten
Het geslacht Maluagryllus  is monotypisch en omvat slechts de volgende soort:
- Maluagryllus manmarris (Otte & Alexander, 1983)